# Parafia św. Józefa Rzemieślnika w Pustkowie
Parafia św. Józefa Rzemieślnika w Pustkowie – parafia rzymskokatolicka, znajdująca się w diecezji tarnowskiej, w dekanacie Pustków-Osiedle.